# Bengasi (metropolitana di Torino)
Bengasi è il capolinea della linea 1 della metropolitana di Torino, al confine amministrativo col comune di Moncalieri.

## Storia e attualità
Per scelta del gestore dell'infrastruttura, il nome della stazione viene pronunciato Bèngasi in luogo della corretta pronuncia piana Bengàsi, adeguandosi così alla pronuncia sdrucciola normalmente utilizzata in città per riferirsi all'omonima piazza da cui si accede alla stazione. Le mappe della stazione apposte all'interno da InfraTo, tuttavia, riportano l'accento grafico sulla a.

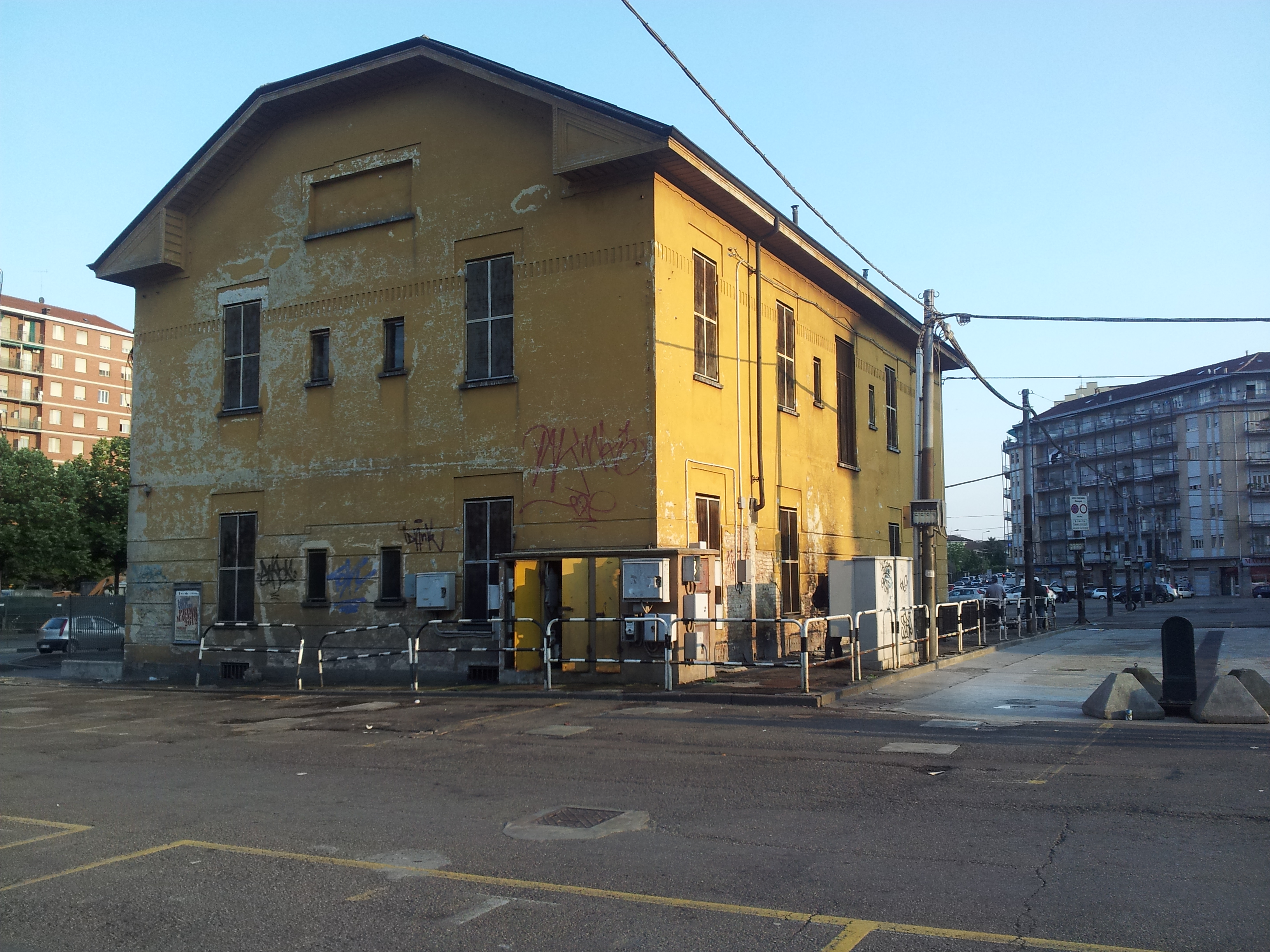
La casetta del Dazio nel 2012, prima dei lavori della metropolitana

L'attivazione della stazione, inizialmente prevista entro la fine del 2015, fu più volte rinviata sino al 17 aprile 2021 quando venne ufficializzata la data del 23 aprile 2021. Nonostante la fermata fosse stata inaugurata il 10 febbraio 2021 con i lavori ancora in corso, la stazione è stata infine aperta al pubblico il 23 aprile 2021.

## Servizi
La stazione presenta i seguenti servizi:
- Biglietteria automatica
- Accessibilità per portatori di handicap
- Ascensori
- Scale mobili
- Stazione video sorvegliata

## Interscambi
La stazione consente l'interscambio con le linee di autobus del trasporto pubblico torinese.
- Fermata bus GTT